# Granulation arachnoïdienne

Les granulations (ou villosités) arachnoïdiennes de Pacchioni (anciennement corpuscules de Pacchioni) sont de petites protrusions de l'arachnoïde, formant des évaginations villeuses ou des prolongements pédiculés et fongiformes de la seconde fine couche des méninges qui couvre le cerveau) avec la dure-mère). Elles s'insinuent dans les sinus veineux et permettent au liquide cérébrospinal de sortir du crâne et d'entrer dans la circulation sanguine. Elles forment les gaines neurale et vasculaire arachnoïdiennes.
C'est entre autres la résorption du liquide cérébrospinal qui permet d'éviter un afflux de ce liquide dans les ventricules, qui pourrait engendrer une hydrocéphalie.